# Amblyseius monacus
Amblyseius monacus är en spindeldjursart som beskrevs av Wainstein 1975. Amblyseius monacus ingår i släktet Amblyseius och familjen Phytoseiidae. Inga underarter finns listade i Catalogue of Life.